# Ibuki (satelita)
Greenhouse Gases Observing Satellite (Satelita do Obserwacji Gazów Cieplarnianych) lub GOSAT, znany również jako Ibuki (jap. いぶき Ibuki; oznacza „oddech” w języku japońskim) – japoński satelita naukowy służący do gromadzenia informacji o gazach cieplarnianych. Został wystrzelony z kosmodromu na wyspie Tanegashima (prefektura Kagoshima) 23 stycznia 2009. Jego misja była zaplanowana na 5 lat.
Ibuki będzie wykorzystany do zbierania informacji o stężeniu dwutlenku węgla w metanu o rozdzielczości odpowiadającej 56 000 punktów pomiarowych w atmosferze Ziemi.
GOSAT został zbudowany przez japońską agencję kosmiczną (JAXA) jako satelita do badania gazów cieplarnianych Ziemi. Japońskie Ministerstwo Środowiska i Narodowy Instytut Studiów Środowiskowych (ang.: National Institute for Environmental Studies lub NIES) wykorzystają uzyskane dane do śledzenia gazów odpowiedzialnych za efekt cieplarniany. Dane będą udostępniane NASA i innym agencjom kosmicznym, a także organizacjom naukowym.
Wyniesienie Ibuki na orbitę wraz z siedmioma innymi satelitami było dla JAXA ostateczną próbą rakiety H2A, dzięki której Japończycy chcą konkurować na międzynarodowym rynku komercyjnych przedsięwzięć kosmicznych.
- Orbita - 670 km
- Czas obiegu Ziemi - 100 min

## Przypisy

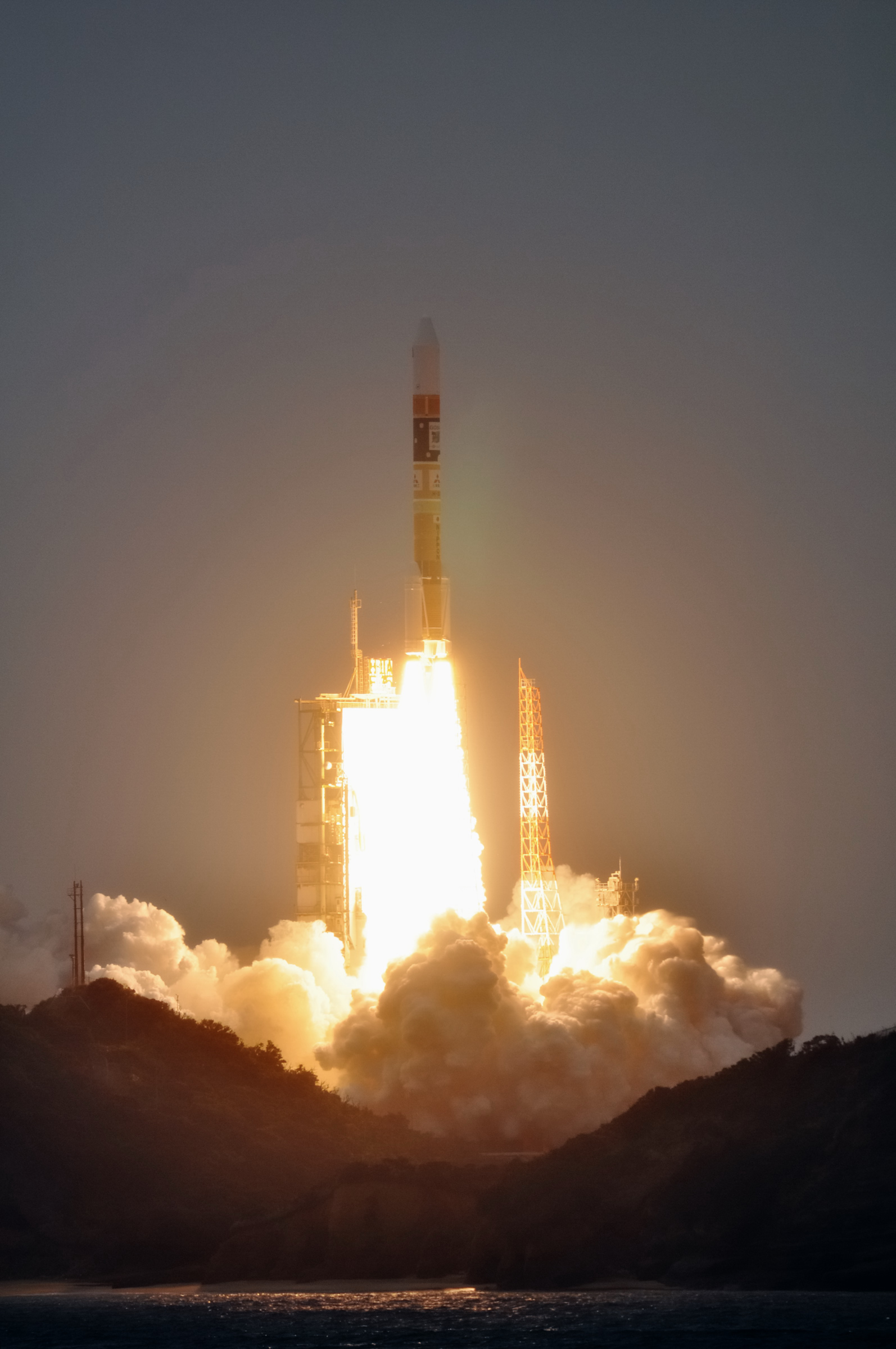
Start rakiety H-IIA z satelitą Ibuki